# Explosóforo
Los explosóforos son grupos funcionales en química orgánica que le dan a los compuestos orgánicos propiedades explosivas. El término fue acuñado por vez primera por el químico ruso V. Pletz en 1935 y originalmente traducido erróneamente en algunos artículos como "plosóforo". También es de uso auxoesploso (similar al concepto de cromóforo y auxocromo), que es un grupo que modifica la capacidad explosiva de la molécula. Pletz agrupó los explosóforos en ocho categorías distintas como sigue:
I. –NO2, –ON=O y –ONO2Los grupos nitro, nitrito, y éster de nitrato respectivamente conectados a moléculas orgánicas (por mucho, los explosivos usados más comercialmente stán basados en nitrato/nitrito)
II. –N=N– and –N−=N+=N−–Los grupos azo y azida respectivamente, conectados a compuestos orgánicos/inorgánicos
III. –RnNXmEl grupo nitrógeno halogenado, por ejemplo: NI3 y RNCl2)
IV. –C=N–O–El grupo fulminato (por ejemplo, HONC y Hg(ONC)2)
V. –OClO2 y –OClO3Los grupos clorato y perclorato respectivamente, unidos a orgánicos/inorgánicos
VI. –O–O– y –O3–Los grupos peróxido y ozónido respectivamente, conectados a orgánicos/inorgánicos, por ejemplo: peróxido de acetona
VII. –C≡C− M+El grupo acetiluro con sus derivados metálicos
VIII. Un átomo de metal conectado por un enlace inestable al carbono de ciertos radicales orgánicosPor ejemplo, compuestos de organomercurio, organotalio, y organoplomo.
El término explosóforo se ha hecho de uso más frecuente recientemente, especialmente después de su uso en libros como Química Orgánica de los Explosivos, por J. Agrawal y R. Hodgson. Otro grupo funcional que es considerado frecuentemente como un explosóforo es el picrato, las sales o éteres del ácido pícrico (2,4,6-trinitrofenol), que obtiene su capacidad explosiva de los grupos nitrato unidos a él, haciéndolo caer en el grupo uno de la lista anterior.